# インタープロ・ストラダリサイクリング
インタープロ・サイクリングアカデミー（Interpro Cycling Academy）は、2017年設立された日本の自転車ロードレースのチーム（コンチネンタルチーム）である。

## 2019年陣容
2019年選手一覧
| 選手名                                  | 国籍           | 生年月日               | 前年所属チーム          |
| --------------------------------------- | -------------- | ---------------------- | ----------------------- |
| エルナン・アギーレ                      | コロンビア     | 1995年12月13日（29歳） | Team Manzana Postobón   |
| マリス・ボグダノビッチ                  | ラトビア       | 1991年9月19日（33歳）  | Amore & Vita–Prodir     |
| ダヴィ・カサノヴァ                      | スペイン       | 1997年4月1日（27歳）   |                         |
| チャールズ-エティエンヌ・クリスティエン | カナダ         | 1999年7月19日（25歳）  | Silber Pro Cycling Team |
| エバン・クラウス                        | アメリカ合衆国 | 1999年9月6日（25歳）   |                         |
| アドリアン・ギロネット                  | フランス       | 1993年9月21日（31歳）  |                         |
| フロリアン・ウドリ                      | フランス       | 1994年9月6日（30歳）   |                         |
| 石原悠希                                | 日本           | 1997年4月5日（27歳）   |                         |
| サイモン・ジョーンズ                    | アメリカ合衆国 | 1999年8月24日（25歳）  |                         |
| 小山智也                                | 日本           | 1998年7月18日（26歳）  |                         |
| 水野恭兵                                | 日本           | 1988年10月23日（36歳） |                         |
| ゴチェ・ナヴァーロ                      | フランス       | 2000年3月11日（25歳）  |                         |
| サムエル・ポンセ アルバレス             | アンドラ       | 1991年9月28日（33歳）  |                         |
| アレクセイス・サラモティンス            | ラトビア       | 1982年4月8日（42歳）   | ボーラ・ハンスグローエ  |
| 篠田幸希                                | 日本           | 1999年3月11日（26歳）  |                         |
| パブロ･トーレス                         | スペイン       | 1987年9月28日（37歳）  | Burgos BH               |

## 歴代陣容
| 2018年陣容                 | 2018年陣容     | 2018年陣容             |
| 選手名                     | 国籍           | 生年月日               |
| -------------------------- | -------------- | ---------------------- |
| Ken-Levi Eikeland          | ノルウェー     | 1994年10月9日（30歳）  |
| Jokin Etxabe               | スペイン       | 1994年2月3日（31歳）   |
| 菱沼由季典                 | 日本           | 1992年3月5日（33歳）   |
| Jonas Hjorth               | ノルウェー     | 1993年5月20日（31歳）  |
| Florian Hudry              | フランス       | 1994年11月6日（30歳）  |
| 石原悠希                   | 日本           | 1997年4月5日（27歳）   |
| Sony Lamarre               | フランス       | 1993年12月12日（31歳） |
| 滿田光紀                   | 日本           | 1999年2月10日（26歳）  |
| 水野恭兵                   | 日本           | 1988年10月23日（36歳） |
| 水野貴行                   | 日本           | 1990年9月10日（34歳）  |
| テスフォム・オクバマリアム | エリトリア     | 1991年2月28日（34歳）  |
| Jayson Rousseau            | フランス       | 1994年5月4日（30歳）   |
| 篠田幸希                   | 日本           | 1999年3月11日（26歳）  |
| Alexey Vermeulen           | アメリカ合衆国 | 1994年12月16日（30歳） |
| ダニエル・ホワイトホース   | イギリス       | 1995年1月12日（30歳）  |